# Deborah Ochs
Deborah Lynn "Debra" Ochs, (Howell (Michigan), 30 de janeiro de 1966) é uma arqueira estadunidense, medalhista olímpica.

## Carreira
Deborah Ochs representou seu país nos Jogos Olímpicos de 1988, ganhando a medalha de bronze por equipes em Seul.